# Agriotes quadrilineatus
Agriotes quadrilineatus là một loài bọ cánh cứng trong họ Elateridae. Loài này được Champion mô tả khoa học năm 1896.